# Pedro Sanz
Pedro Sanz Alonso (nascido em La Rioja, 1953), professor de Educação primária e político espanhol, o Presidente de La Rioja, 1995-2015.